# 広島県東部運転免許センター

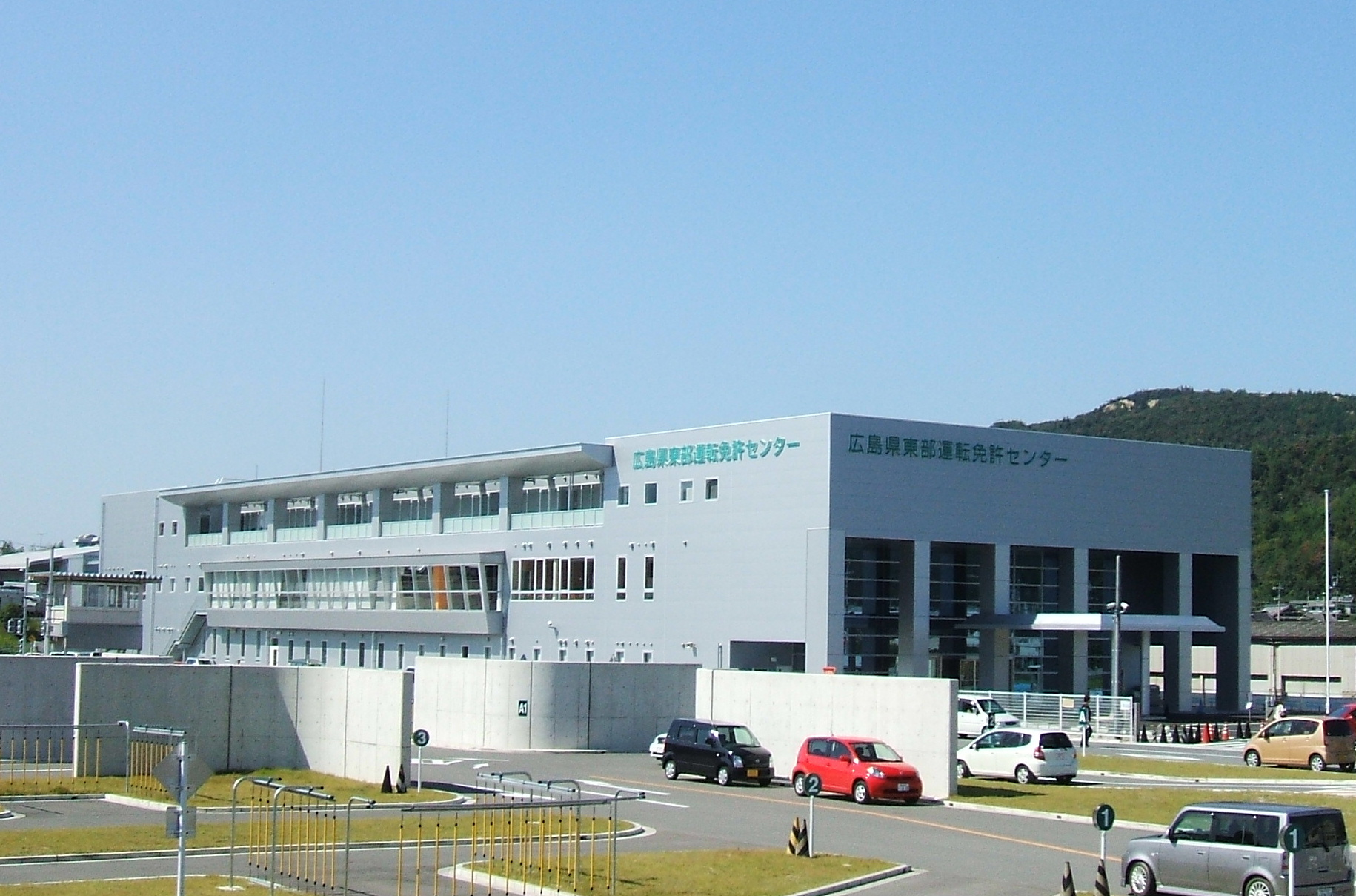
広島県東部運転免許センター庁舎

広島県東部運転免許センター（ひろしまけんとうぶうんてんめんきょセンター）は、広島県福山市瀬戸町山北にある広島県警察が管理する運転免許試験場。

## 所在地
広島県福山市瀬戸町山北54番地2

## 概要
従来の広島県自動車運転免許福山試験場の庁舎老朽化にともない、施設の更新が行われることになったが、週に3日しか業務をしていなかったため、運転免許の紛失など、場合によっては従来は100Km以上離れた広島市にある広島県運転免許センターに出かける必要のあった福山市や尾道市など、広島県東部の備後地域の住民の便宜を図るため新たに設置され、2009年（平成21年）11月1日に開庁した。駐車場は約300台の車が収容可能。

## 交通
- 鞆鉄バス「運転免許センター前」バス停下車、徒歩約5分[1]
- JR西日本 山陽本線 備後赤坂駅下車、徒歩約20分